# Kup Hrvatske u dvoranskom hokeju za muškarce 2016.
Kup Hrvatske u dvoranskom hokeju za 2016. godinu je drugi put zaredom osvojila Zelina iz Svetog Ivana Zeline. 

Natjecanje je održano 10. prosinca 2016.

## Rezultati
| klub1                      | rez.              | klub2                      |                                  |
| četvrtzavršnica            | četvrtzavršnica   | četvrtzavršnica            | četvrtzavršnica                  |
| -------------------------- | ----------------- | -------------------------- | -------------------------------- |
| Trešnjevka Zagreb          | 2:7               | Marathon Zagreb            |                                  |
| Jedinstvo Zagreb           | 0:6               | Zrinjevac Zagreb           |                                  |
| Zelina (Sveti Ivan Zelina) | 7:6 (5:5, 2:1 SO) | Concordia 1906 Zagreb      | Zelina prošla nakon raspucavanja |
|                            |                   |                            |                                  |
| poluzavršnica              |                   |                            |                                  |
| Marathon Zagreb            | 5:4               | Zrinjevac Zagreb           |                                  |
| Zelina (Sveti Ivan Zelina) | 6:3               | Mladost Zagreb             |                                  |
|                            |                   |                            |                                  |
| završnica                  |                   |                            |                                  |
| Marathon Zagreb            | 4:7               | Zelina (Sveti Ivan Zelina) |                                  |